# Ille-sur-Têt
Ille-sur-Têt település Franciaországban, Pyrénées-Orientales megyében. Lakosainak száma 5546 fő (2022. január 1.). Ille-sur-Têt Bélesta, Néfiach, Millas, Corbère, Saint-Michel-de-Llotes, Bouleternère, Rodès és Montalba-le-Château községekkel határos.

## Földrajz

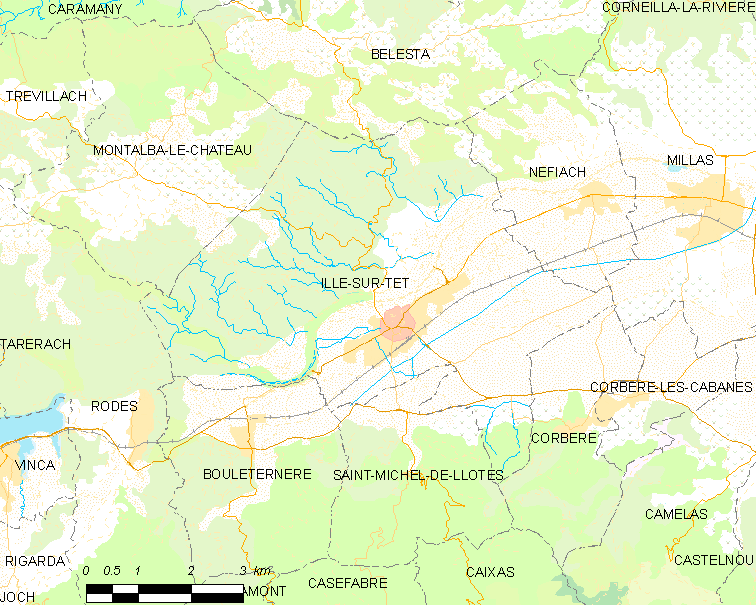
Ille-sur-Têt és környéke

## Népesség
A település népességének változása:
| Lakosok száma | 5405 | 5466 | 5519 | 5446 | 5436 | 5513 | 5519 | 5538 | 5546 |
|               | 2013 | 2015 | 2016 | 2017 | 2018 | 2019 | 2020 | 2021 | 2022 |